# Етан Гейтер
Етан Гейтер (англ. Ethan Hayter; нар. 18 вересня 1998) — британський велогонщик, срібний призер Олімпійських ігор 2020 року, чемпіон світу та Європи.

## Виступи на Олімпіадах
| Олімпіада  | Дисципліна                    | Місце |
| ---------- | ----------------------------- | ----- |
| Токіо 2020 | командна гонка переслідування | 7     |
| Токіо 2020 | медісон                       | 2     |